# Taz, die Tageszeitung Verlagsgenossenschaft

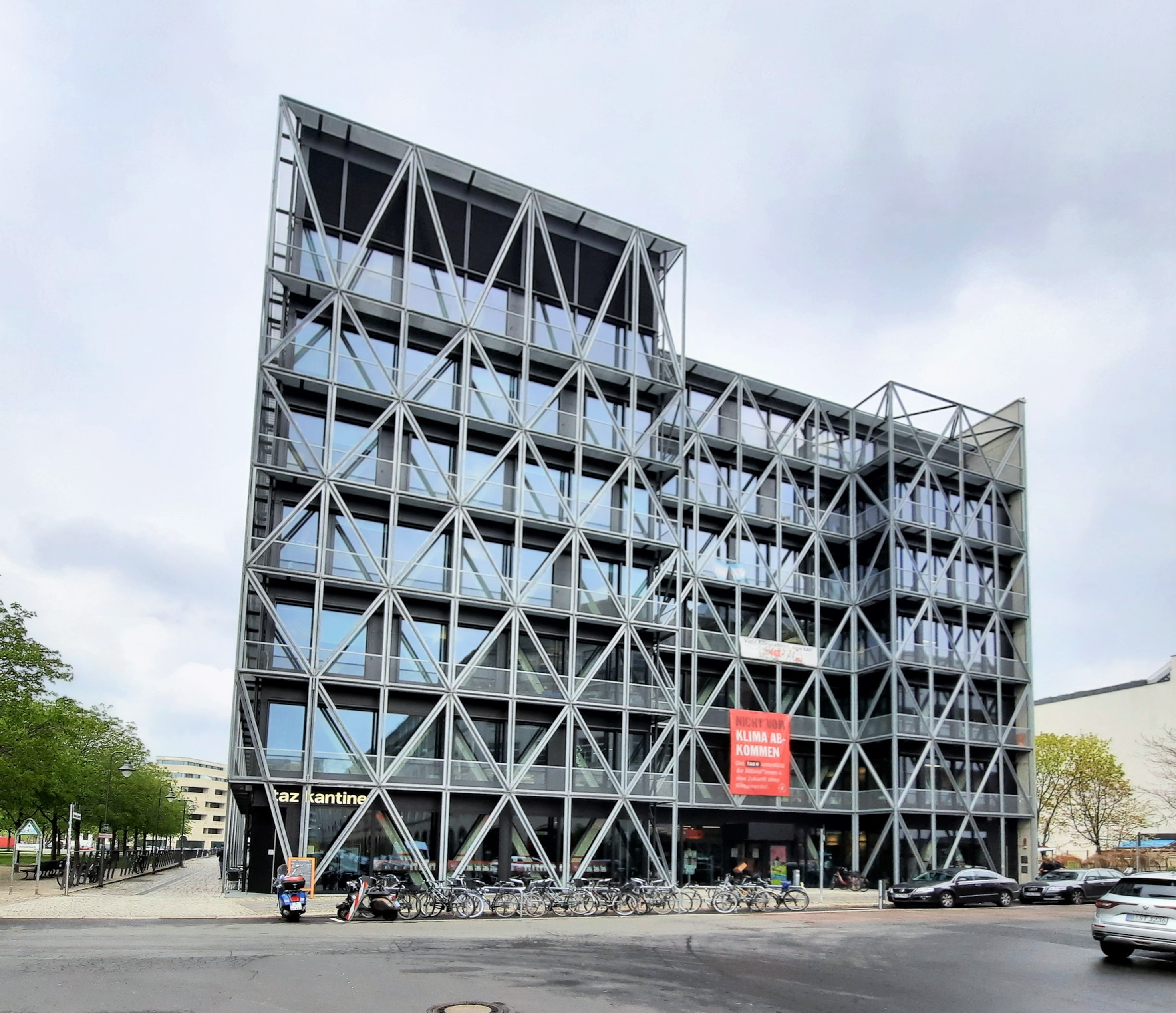
TAZ-Gebäude Friedrichstraße in Kreuzberg

Taz, die Tageszeitung Verlagsgenossenschaft eG (Eigenangabe taz, die tageszeitung. Verlagsgenossenschaft, häufig kurz taz-Verlagsgenossenschaft oder taz-Genossenschaft) ist eine deutsche Mediengenossenschaft mit Sitz in Berlin. Sie wurde Ende 1991 durch Leser und Mitarbeiter der 1978 gegründeten Tageszeitung ins Leben gerufen, um die Zeitung und ihre Nebenprodukte weiterhin unabhängig von anderen großen Medienunternehmen herauszugeben und zu entwickeln. Sie zielt nach eigenen Angaben auf die „Sicherung der Pressevielfalt durch wirtschaftliche Unterstützung der taz“. Im Oktober 2023 hatte die als Herausgeberin agierende Genossenschaft 22.868 Mitglieder.

## Geschichte

### Vorgeschichte
Die Tageszeitung konnte sich seit ihrer Gründung im Jahr 1979 „mehr recht als schlecht durchlavieren“. Nach der Wiedervereinigung wurde die Berlinförderung gestrichen. Gleichzeitig kam es zu Rückgängen im Anzeigengeschäft, so dass sie in eine existenzielle Krise geriet. Eigentümer des „Imperiums taz“ war zu diesem Zeitpunkt seit der Gründung der eingetragene Verein Freunde der alternativen Tageszeitung, in den nur Mitarbeiter aufgenommen werden konnten. Nach „harter, öffentlicher Diskussion“ entschieden sich die Mitarbeiter in der Mitgliederversammlung am 16. November 1991 (mit 132 zu 58 Stimmen bei 6 Enthaltungen) für die Auflösung des Vereins und den Verkauf der Zeitung an eine neu zu gründende Genossenschaft.

### Gründung

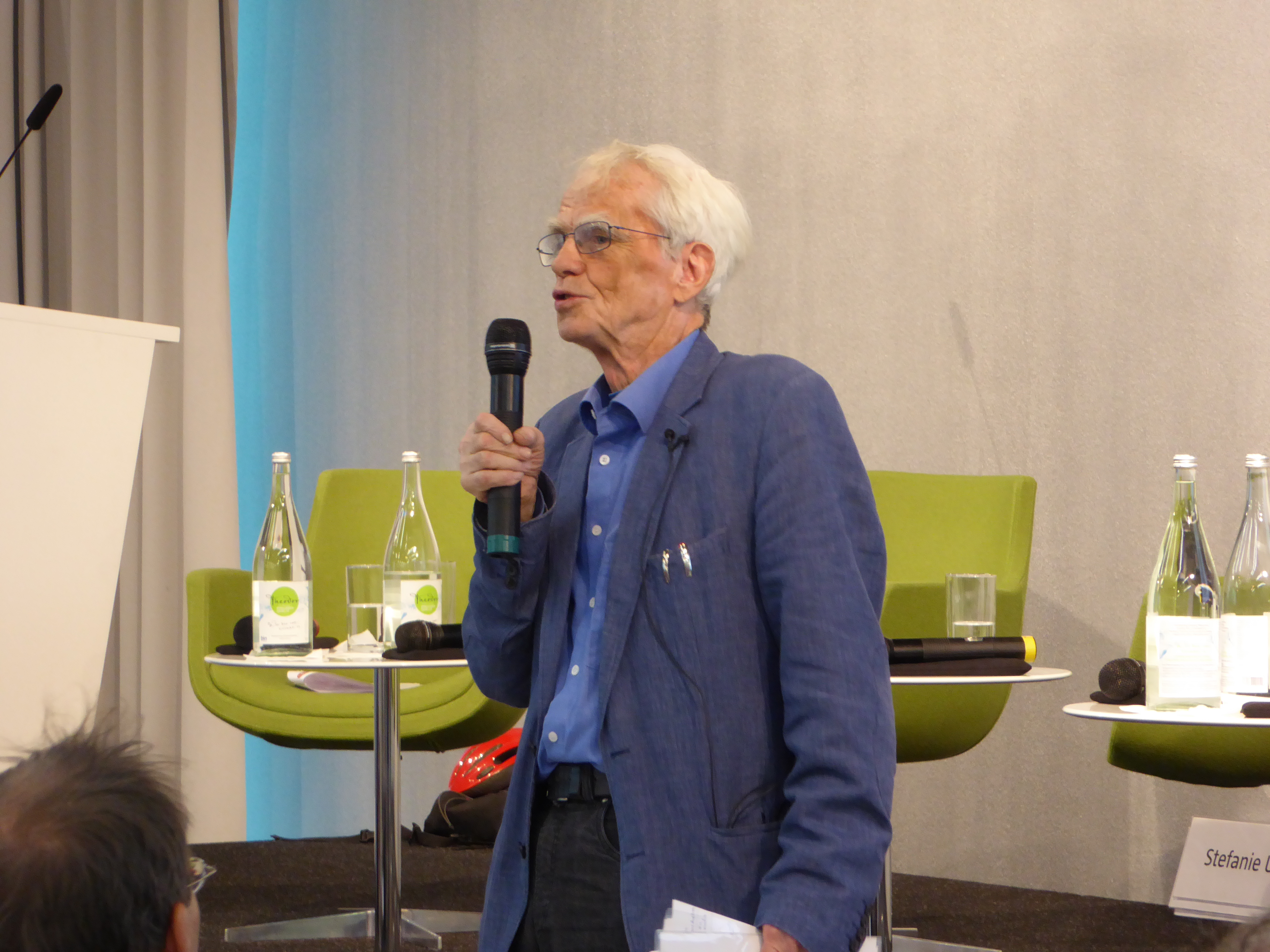
Hans-Christian Ströbele zu 25 Jahre taz-Genossenschaft (2016)

Ein Teil der Redaktion hatte ursprünglich eine GmbH gründen wollen, um zahlungskräftige Unterstützer anzulocken. Andere warnten davor. Hintergrund dieser Warnung war laut Hans-Christian Ströbele: „Ein Kapitalgeber wird es nicht auf Dauer hinnehmen, dass es keine Profite gibt.“ Auch Olaf Scholz empfahl damals der taz, eine Genossenschaft zu gründen.
2000 Leser zeichneten für 3 Mio. Mark Genossenschaftsanteile und retteten die taz aus der aktuellen Finanzkrise. Das Statut der taz, die Tageszeitung Verlagsgenossenschaft eG wurde am 27. November 1991 errichtet und am 6. April 1992 vollständig neu gefasst. Die Eintragung der Genossenschaft ins Genossenschaftsregister beim Amtsgericht Berlin-Charlottenburg erfolgte am 13. April 1992 unter der Genossenschaftsregisternummer 480. Der Geschäftsbeginn war am 1. Juni 1992.

### Weitere Entwicklung
Seit 2003 bemüht sich die Genossenschaft, bedingt durch die anhaltende Medienkrise, um eine Ausweitung weit über das eigene politische Milieu hinaus.
Wer Anteile an der taz-Genossenschaft zeichnet, dem ist die politische Rendite wichtiger als ein finanzieller Gewinn. „Das Wort Rückvergütung, zu Beginn der Genossenschaftsbewegung noch ein wichtiger Motor für die Entwicklung, ist der taz-Genossenschaft ein Fremdwort.“ Im Laufe ihrer Geschichte erwies sich die Genossenschaft als Garant für das Überleben der taz und als Finanzier für wichtige Vorhaben, so für die Neubeschaffung von Redaktionssystemen oder für den 2015 geplanten Neubau des Redaktionshauses. So haben die taz-Genossen den wichtigen Neubau-Finanzierungsanteil der stillen Beteiligungen aus der Genossenschaft mit insgesamt 7 Millionen Euro aufgebracht und 1.099 taz-Sympathisanten ihren Beitritt zur Genossenschaft erklärt beziehungsweise Genossen ihre Anteile an deren Kapital erhöht. Innerhalb von drei Monaten sind auf diese Weise 868.000 Euro neue Geschäftsanteile gezeichnet worden.
Auch 2018 setzt sich das Mitgliederwachstum weiter fort. Es wurden über 1.200 neue Mitglieder gewonnen.

## Satzung
Die Satzung wurde seit der ersten Fassung vom 27. November 1991 mehrfach überarbeitet. Laut Satzung ist der Zweck der Genossenschaft die wirtschaftliche Förderung und Betreuung der Mitglieder als Mitarbeitende und Leser und Leserinnen der taz, dies vor allem mit dem Ziel, „die Unabhängigkeit von großen Verlagen oder Konzernen zu garantieren“. „Gegenstand des Unternehmens sind die Herstellung und der Vertrieb der Tageszeitung die tageszeitung sowie angrenzender Publikationen, die Vermietung und Verpachtung genossenschaftseigener Räume und Einrichtungen, die Bereitstellung von sonstigen Dienstleistungen.“

## Eigenkapital
Am 31. Dezember 2015 betrug das Eigenkapital der taz-Genossenschaft (Geschäftsguthaben verbliebener Mitglieder) mehr als 15 Mio. Euro.

## Unternehmensstruktur
Die taz-Genossenschaft fungiert für die taz-Gruppe als Holding und trägt folgende Teilunternehmen:
- Taz Verlags- und Vertriebs GmbH (Redaktion und Verlag), „Geschäftsführer:in: Aline Lüllmann, Andreas Marggraf“[24]
- Taz Entwicklungs GmbH (Geschäftsführung der Taz Entwicklungs GmbH & Co. Medien KG)
- Taz Treuhand- und Verwaltungs GmbH (Treuhandkommanditistin der Taz Entwicklungs GmbH & Co. Medien KG)
- Taz Entwicklungs GmbH & Co. Medien KG (Taz Unternehmensbereich Nord, Datenbanken und Digitaz, Le Monde Diplomatique)
- Contrapress Media GmbH (Werbeagentur, Handel, Geschäftsführung der Contrapress Satz und Druck GmbH & Co. Neue KG)
- Contrapress Satz und Druck GmbH & Co. Neue KG (Produktion)

## Organe der Genossenschaft

### Generalversammlung
Die Generalversammlung der Mitglieder ist das höchste Organ der Genossenschaft. Mindestens einmal jährlich, meist im September, findet die Generalversammlung statt, an der jedes Mitglied teilnehmen kann.

### Mitarbeiterversammlung
Diese wird von Mitarbeitenden gebildet, die Mitglieder der Genossenschaft und mehr als ein Jahr bei der Genossenschaft oder bei einem von ihr beherrschten Unternehmen sozialversicherungspflichtig beschäftigt sind sowie vom Vorstand als Mitglieder der „Versammlung der Mitarbeitenden“ anerkannt wurden (siehe Satzung).
Die Versammlung der Mitarbeitenden kann unter anderem ein Veto gegen die Beschlüsse der Generalversammlung einlegen (§ 16, Absatz 1 der Satzung), den Vorstand bestellen und muss dem Redaktionsstatut zustimmen.

### Aufsichtsrat
Der Aufsichtsrat besteht aus den drei Mitgliedern:
- Jens Pohlmann: (ab 2019) Steuerberater aus Bielefeld[25]
- Astrid Deilmann: (ab 2024) Geschäftsführende Vorständin von Campact und Gesellschafterin von HateAid[26][27]
- Hermann-Josef Tenhagen: (ab 2004) Diplom-Politologe sowie Chefredakteur und Vorsitzender der Geschäftsführung bei Finanztip (war über 15 Jahre Chefredakteur der Zeitschrift Finanztest[21][28])

### Vorstand
Den geschäftsführenden Vorstand bilden:
- Gewählte Mitglieder:
  - Pascal Beucker, Redakteur Inland
  - Anne Fromm, Reportageressort
  - Anja Mierel, Werbeabteilung
- Berufene Mitglieder:
  - Aline Lüllmann, Geschäftsführung taz
  - Andreas Marggraf, Geschäftsführung taz[3][29]

## Mitgliedschaft

Altersgruppen der Mitglieder der taz Genossenschaft 2016

Der Beitritt in die Genossenschaft wird mit einer einmaligen Zahlung von mindestens 500 € (auch in 20 Raten zahlbar) abgeschlossen. Seit der Satzungsänderung im September 2010 ist die Zeichnung von maximal 200 Anteilen pro Person möglich, was einer Einlage von 100.000 € entspricht. Jedes Mitglied hat unabhängig von der eingelegten Summe immer nur eine Stimme.

### Mitgliederverwaltung
Im Jahr 2020 wurde die Leitung des taz-Geno-Teams, das unter anderem für die Mitgliederverwaltung und die Vorbereitung des jährlichen Mitgliederversammlungen zuständig ist, von Kornelia (Konny) Gellenbeck an Rebecca Finke und Stefanie Baumeister übergeben.

### Mitgliederzeitung
Mindestens einmal im Jahr gibt die Genossenschaft die Mitgliederzeitung Mitgliederinfo heraus, die in Vorbereitung der Mitgliederversammlung der taz-Genossenschaft unter anderem den Jahresabschluss enthält.
Ein- bis zweimal im Jahr erscheint die Zeitschrift Genossenschaftsinfo, die sich mit aktuellen Fragen der Genossenschaft beschäftigt.

### Nachschusspflicht
Eine Nachschusspflicht besteht nicht (§ 33, Absatz 3 der Satzung).

## Galerie

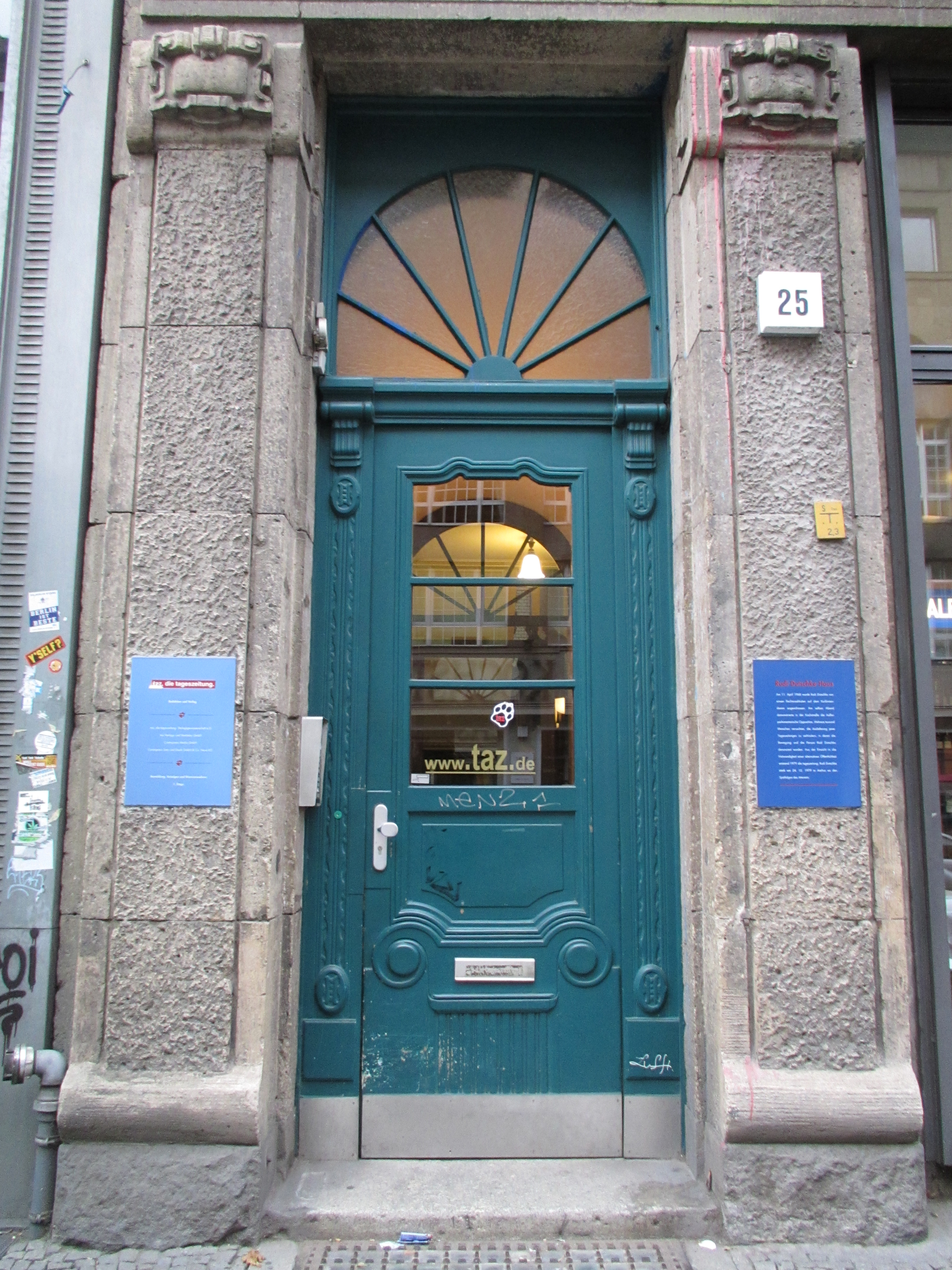
Eingang der Rudi-Dutschke-Straße 25
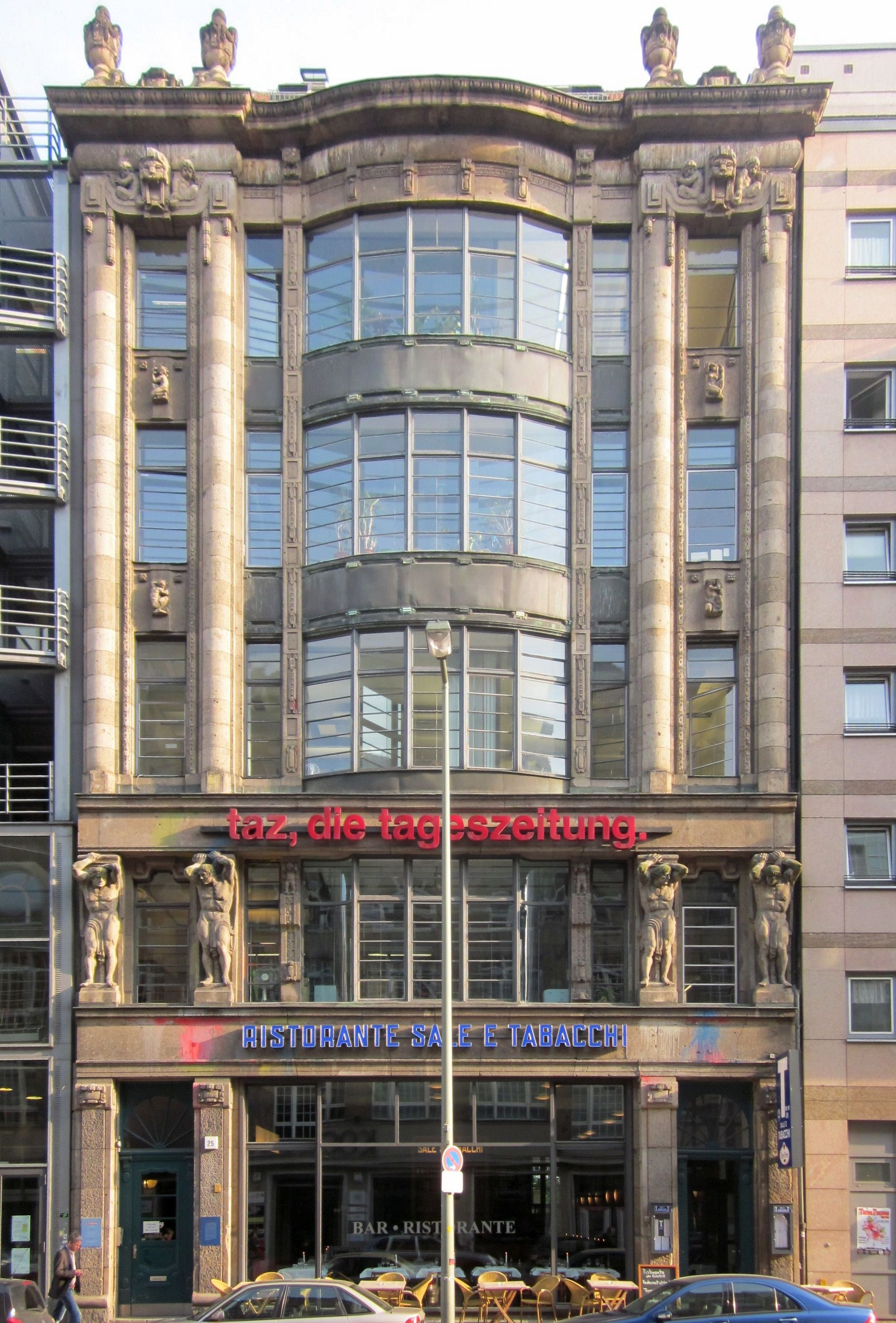
Rudi-Dutschke-Haus (Eingang unten links)
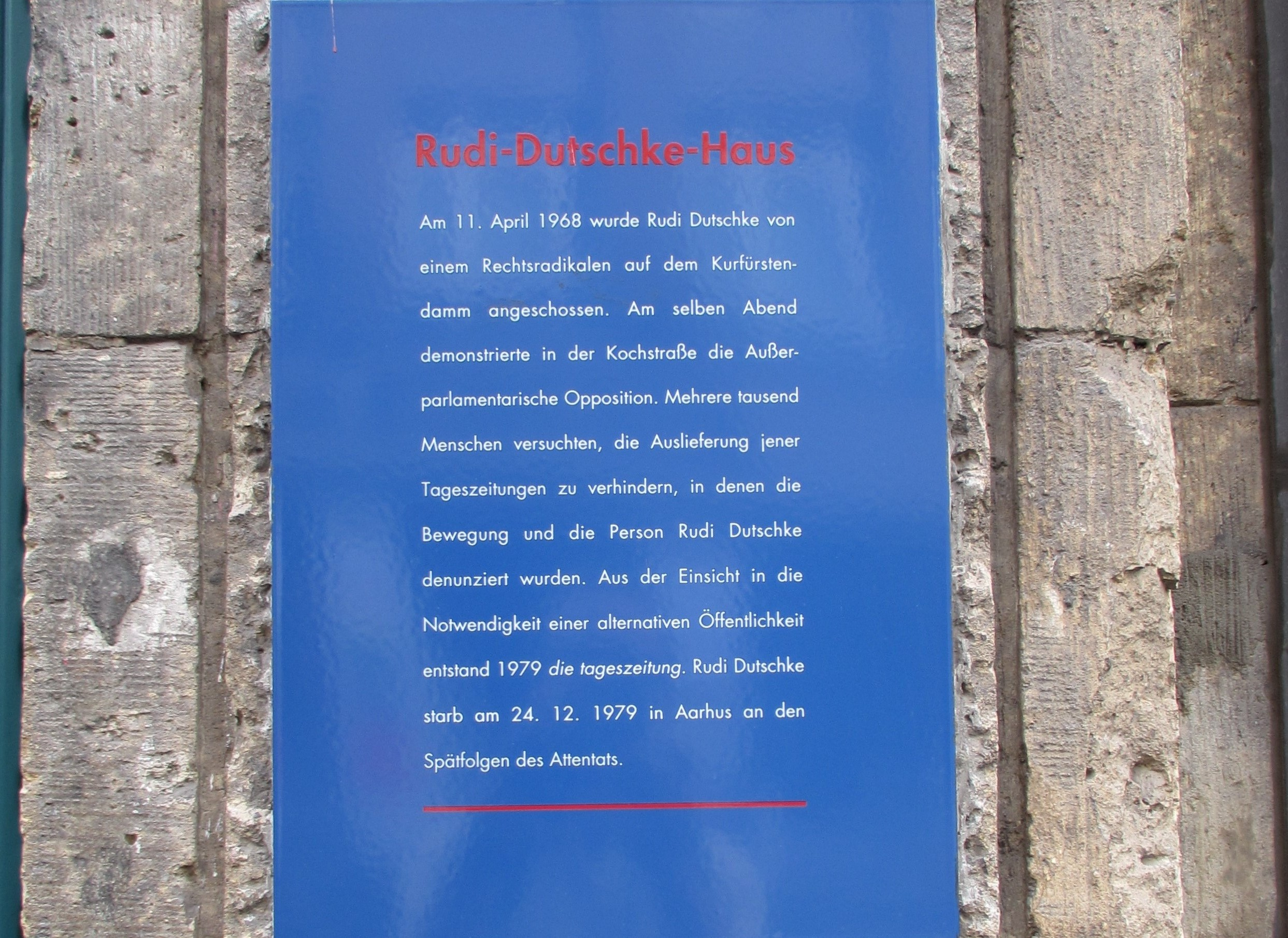
Rudi-Dutschke-Gedenktafel
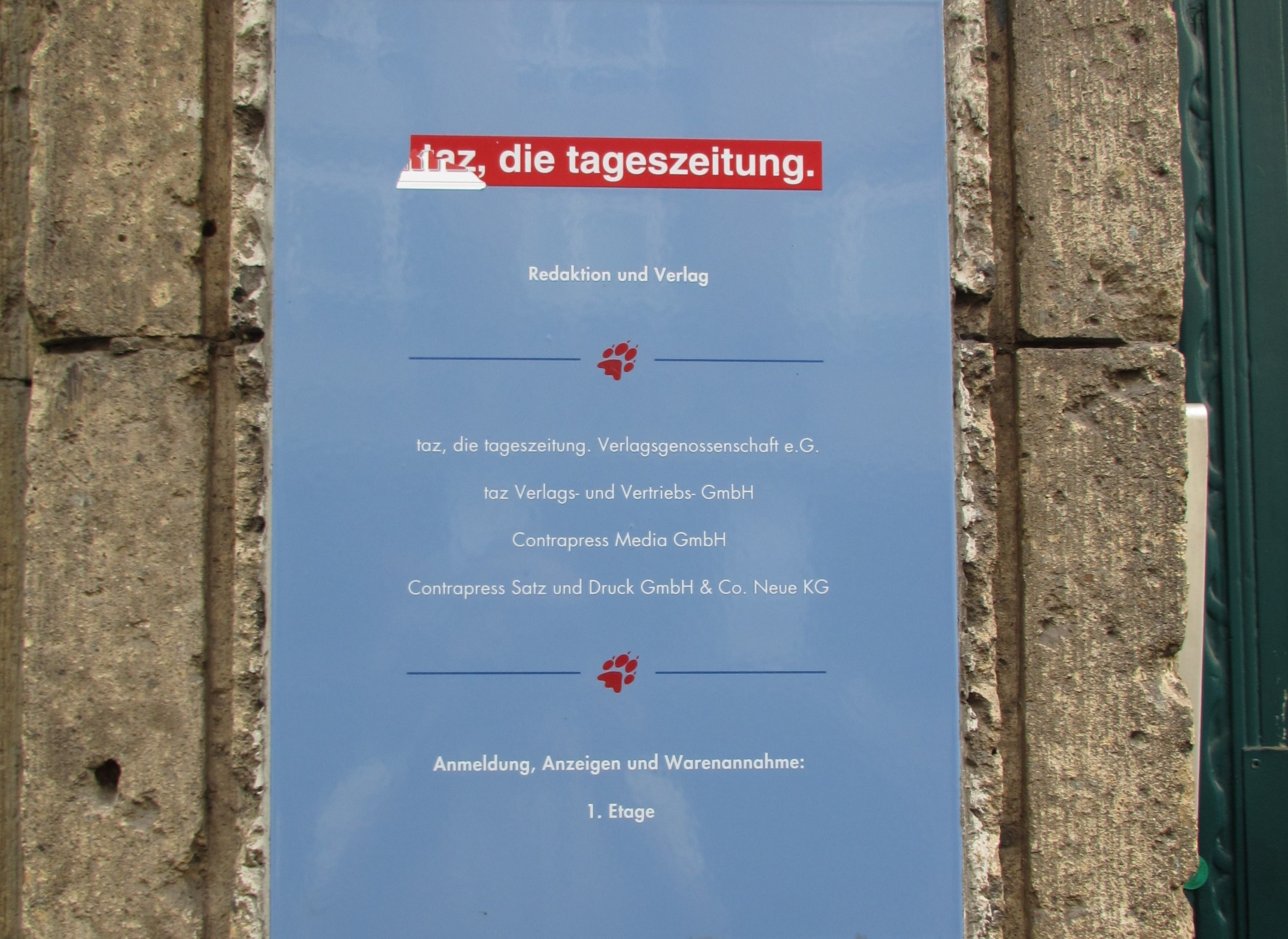
Redaktions- und Verlagsschild
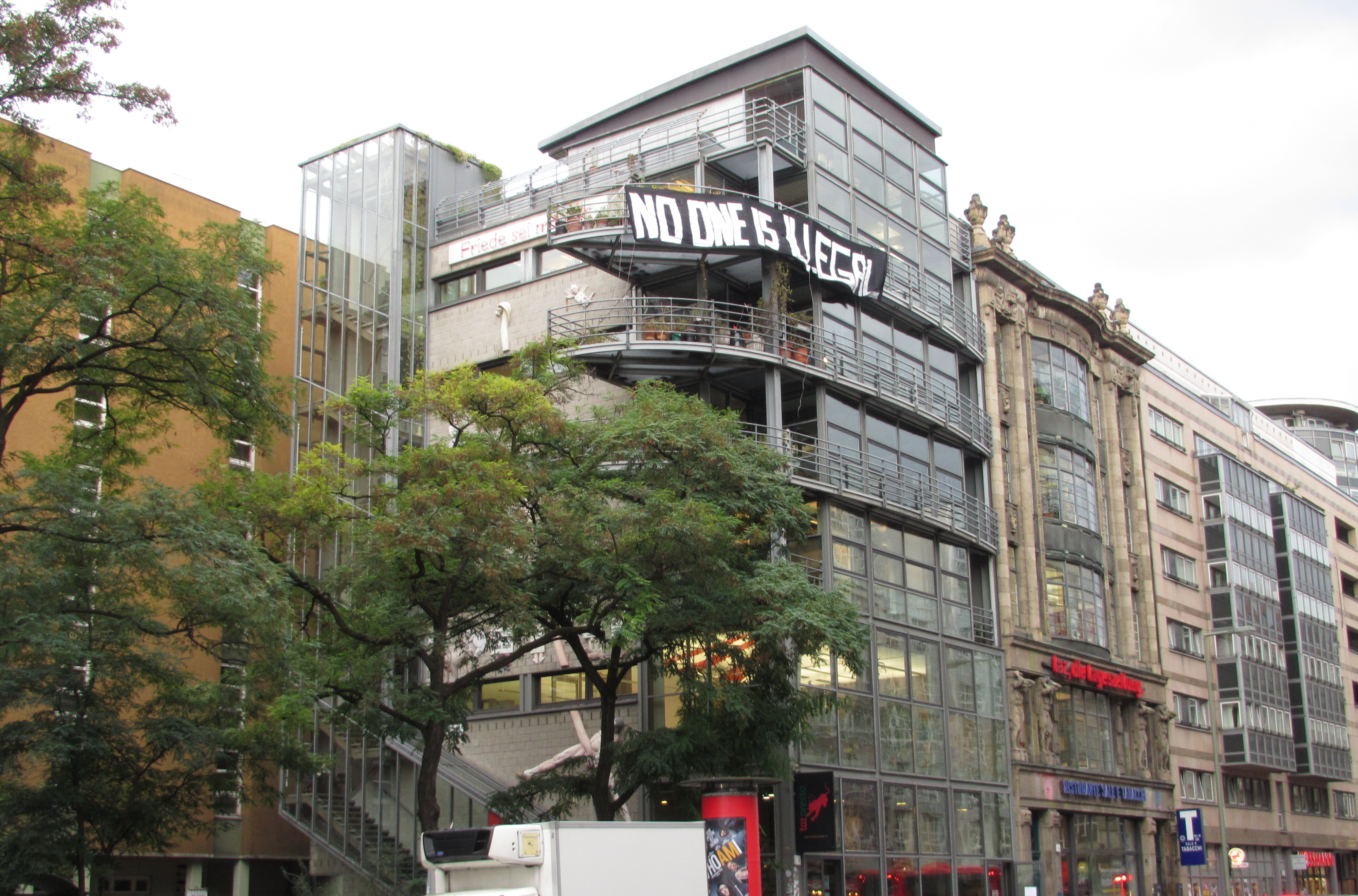
Redaktions- und Verlagshaus
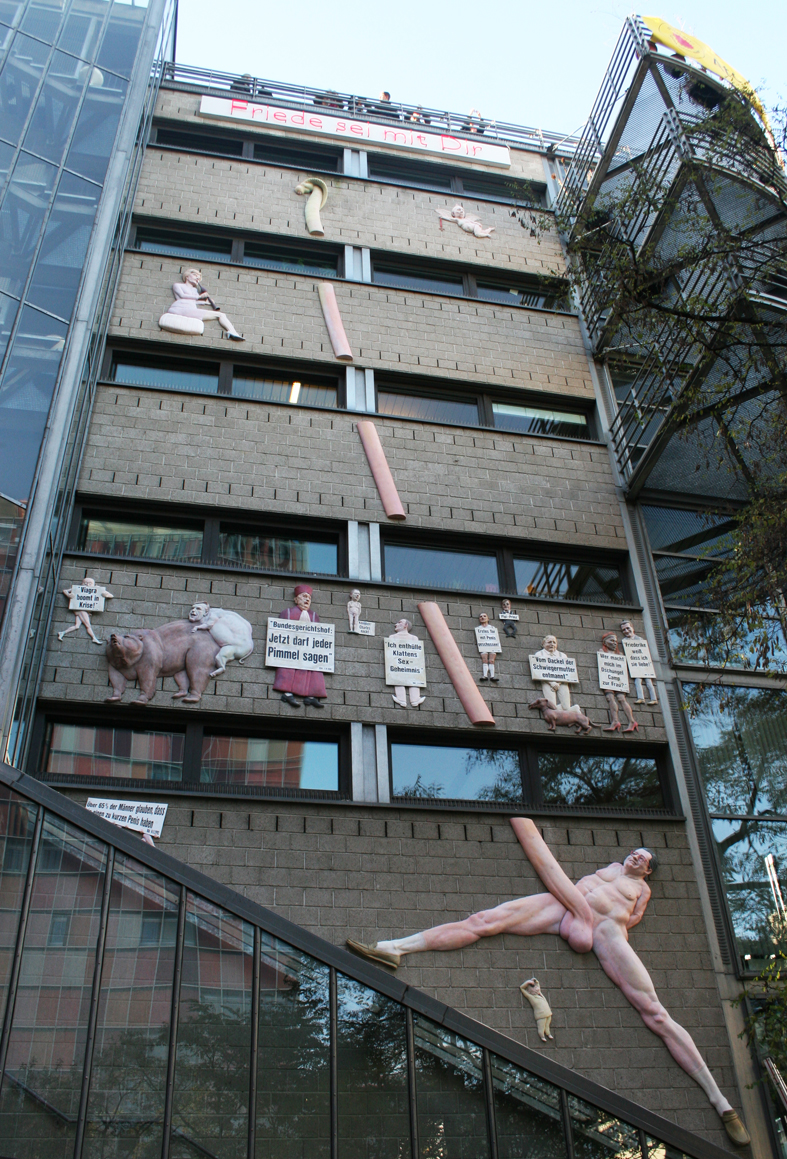
Relief Friede sei mit Dir (Peter Lenk)
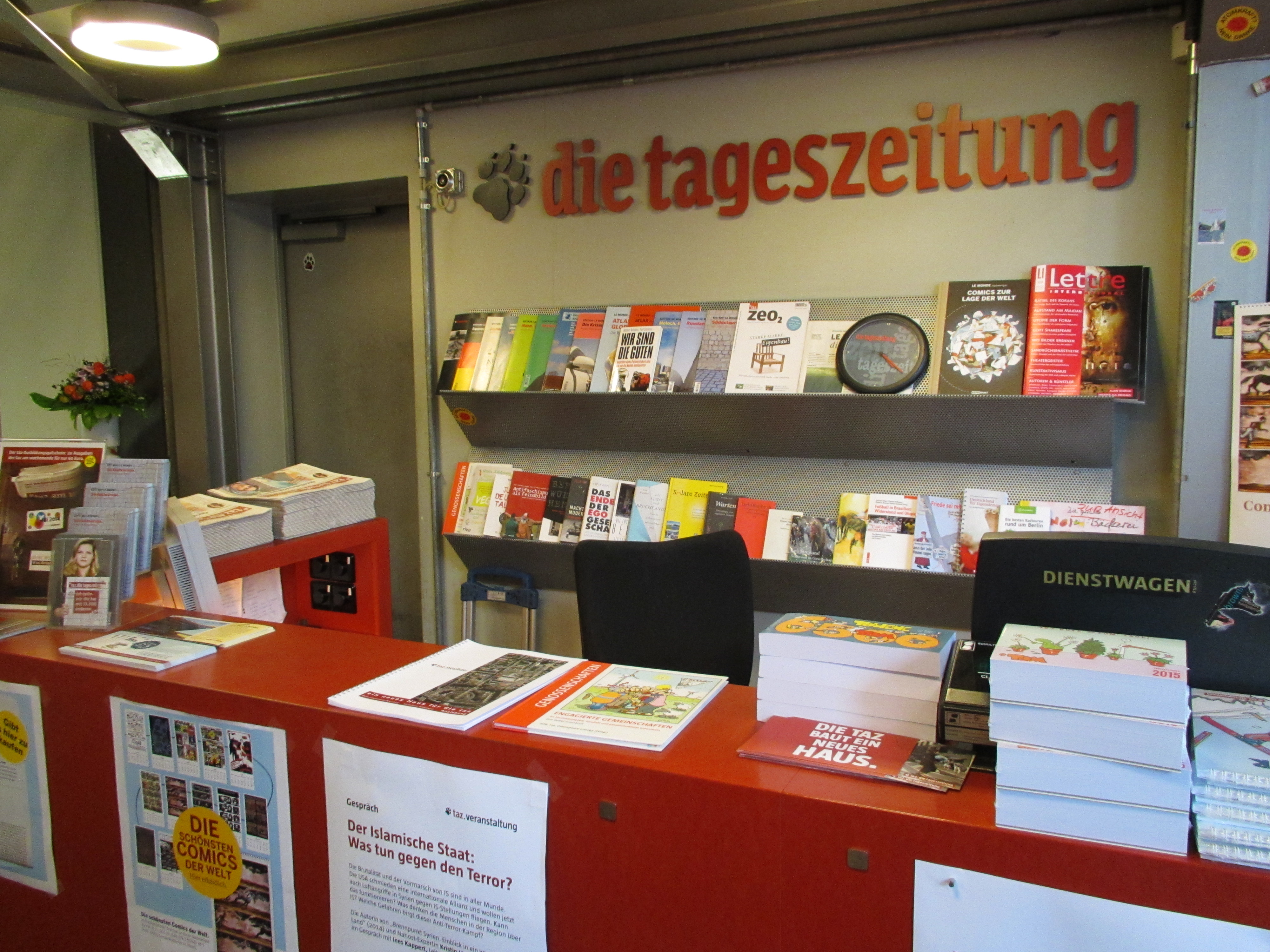
Shop im taz Café
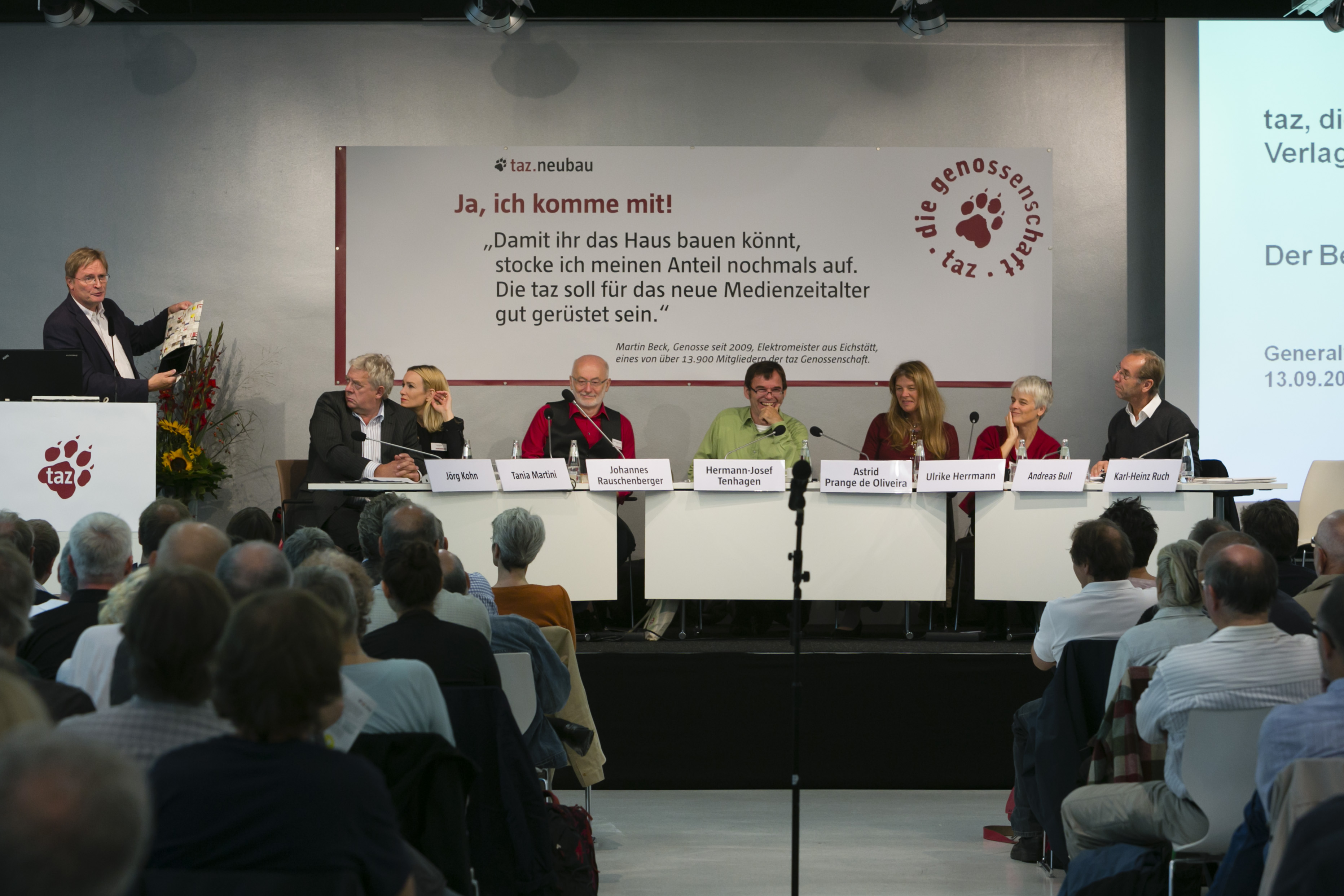
Vorstand und Aufsichtsrat (2014)
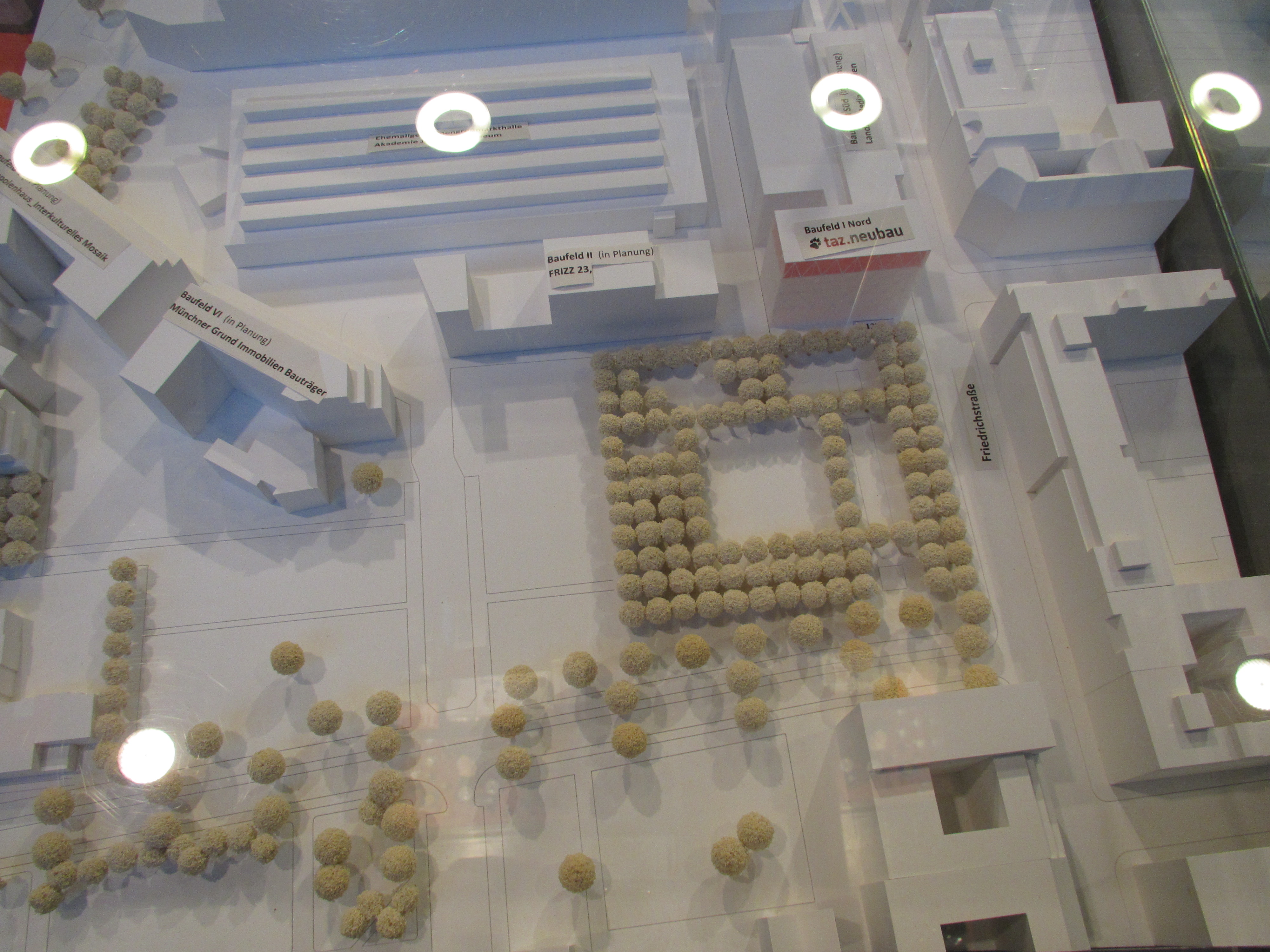
Modell des Neubau-Projektes
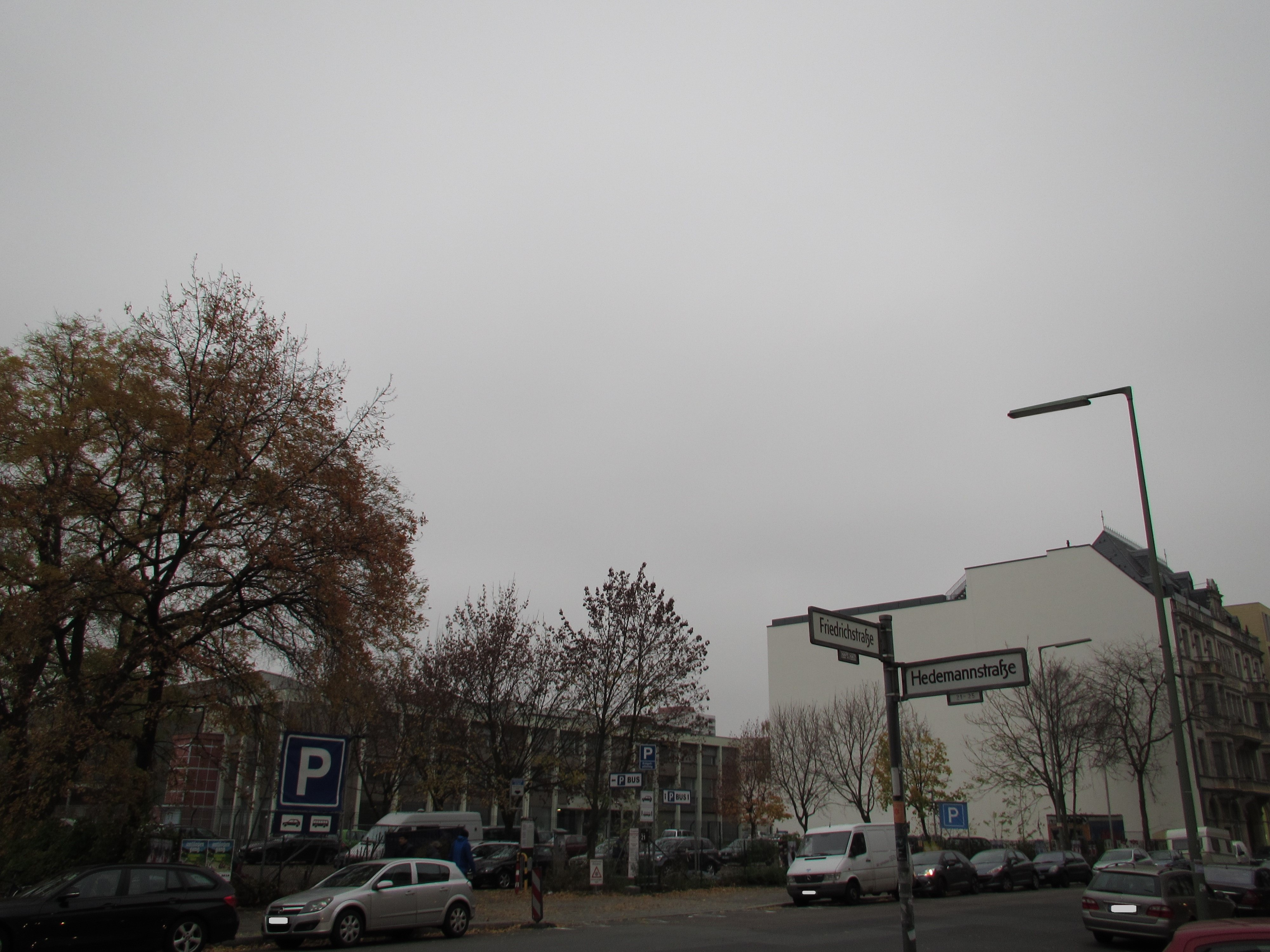
Blick auf den Bauplatz des Neubaues (2014)